# Rouessé-Vassé
Rouessé-Vassé é uma comuna francesa na região administrativa do País do Loire, no departamento de Sarthe. Estende-se por uma área de 31.49 km². Em 2010 a comuna tinha 822 habitantes (densidade: 26,1 hab./km²).